# Loi de Spörer
La loi de Spörer prédit les variations de latitudes des taches solaires pendant le cycle solaire. Elle fut découverte par l'astronome anglais Richard Christopher Carrington autour de 1861. Le travail de Carrington est ensuite réanalysé par l'astronome allemand Gustav Spörer dont la loi tire son nom.
Au début d'un cycle solaire, les taches solaires tendent à apparaître aux latitudes comprises entre 30° et 45° à la surface du Soleil. À mesure que le cycle progresse, les taches apparaissent à des latitudes de plus en plus faibles, jusqu'à une valeur moyenne de 15° au maximum solaire. La latitude moyenne des taches solaires continue ensuite à diminuer jusqu'à environ 7° et tandis que les taches de l'ancien cycle disparaissent, les taches du nouveau cycle commencent à apparaître aux latitudes élevées.